# Oddone di Saint-Amand
Oddone di Saint Amand (o Eudes, Odon, Odo; 1110 – 9 ottobre 1179) è stato un cavaliere medievale francese che divenne Gran Maestro dell'Ordine dei Templari dal 1171 al 1179.

## Biografia
Saint Amand nacque da una famiglia del Limosino. Fu maresciallo del regno di Gerusalemme e successivamente ottenne il titolo di visconte. Nel 1172 un cavaliere templare, Gauthier du Maisnil, venne accusato di aver ucciso un dignitario musulmano dal re Amalrico I e Saint Amand si rifiutò di giudicarlo citando in proposito la bolla papale che legava i Templari alla giurisdizione suprema del pontefice.
Saint Amand prese parte a molte spedizioni durante il suo magistero: promosse azioni militari a Nablus, Gerico e Jerash, accumulando molte vittorie insieme ai suoi cavalieri templari. Il suo principale successo fu quello riportato nella battaglia di Montgisard, quando pochi cavalieri distrussero un esercito islamico numericamente superiore, comandato da Saladino stesso.
Nel marzo del 1179 Saint Amand supervisionò la costruzione della fortezza di Chastellet, che rappresentava per Saladino un importante ostacolo, al punto da spingerlo ad offrire ai Templari considerevoli somme di denaro perché essa venisse distrutta. Al rifiuto, una parte delle truppe di Saladino sfondò le mura della fortezza di Chastellet, ma venne trucidata dai difensori cristiani. Tentando di attirare l'attenzione del mondo sulle sue vittorie, Saint Amand programmò un nuovo attacco alle forze musulmane (Battaglia di Marjayoun), aiutato dal re Baldovino IV, dal conte Raimondo III di Tripoli e da Ruggero di Moulins. Saladino riuscì però a prevalere e a decimare le forze nemichee. Baldovino IV sfuggì alla carneficina e portò in salvo la Santa Croce, ma Saint Amand fu catturato e preso in ostaggio.
Nell'agosto del 1179, la nuova fortezza dei templari fu conquistata e i cavalieri vi stazionarono anche quando Saint Amand morì nelle prigioni di Saladino. Ai musulmani fu avanzata una proposta di rilascio del prigioniero in cambio di uno dei nipoti del Saladino tenuti in ostaggio dai cristiani, ma i negoziati arrivarono troppo tardi.